# Natalija Borysenko
Natalija Borysenko, född 3 december 1975 i Kiev, Ukrainska SSR, Sovjetunionen, är en ukrainsk handbollsspelare.
Hon tog OS-brons i damernas turnering i samband med de olympiska handbollstävlingarna 2004 i Aten.